# Pyrethrum alatavicum
Pyrethrum alatavicum là một loài thực vật có hoa trong họ Cúc. Loài này được (Herd.) O.Fedtsch. & B.Fedtsch. miêu tả khoa học đầu tiên năm 1911.